# 都救縣
都救縣，唐開元中開蠻洞置，貞元二十一年廢，後復置。屬田州橫山郡。在今廣西省思恩縣田州土司東南三十里。